# 12401 Tucholsky
12401 Tucholsky este un asteroid din centura principală de asteroizi.

## Descriere
12401 Tucholsky este un asteroid din centura principală de asteroizi. A fost descoperit pe 21 iulie 1995 la Tautenburg de Freimut Börngen. Asteroidul prezintă o orbită caracterizată de o semiaxă mare de 2,39 ua, o excentricitate de 0,18 și o înclinație de 1,9° în raport cu ecliptica.